# Liste der Stadtteile von St. Pölten
St. Pölten ist die Landeshauptstadt des größten österreichischen Bundeslandes Niederösterreich. Das Stadtgebiet von St. Pölten ist in vierzehn Stadtteile gegliedert, die im Gegensatz zu Graz oder Wien nicht nummeriert werden. Quer durch die Stadt verläuft von Norden nach Süden die Traisen, die oft auch Stadtteilgrenze ist.
Bis 1922, als mit Oberwagram, Spratzern, Teufelhof, Unterwagram und Viehofen die ersten Ortschaften eingemeindet wurden, bestand das Stadtgebiet aus der heutigen Katastralgemeinde St. Pölten.
Nach dem Anschluss Österreichs an das Deutsche Reich wurden weitere 19 Katastralgemeinden eingemeindet. Davon blieben nach 1955 nur Harland, Oberradlberg, Stattersdorf, Unterradlberg und Völtendorf bei der Stadt.
Nach der Abtretung von 0,67 km² von Harland an Pyhra 1957 wurden 1969 Ragelsdorf, Waitzendorf, Weitern und Witzendorf eingemeindet.
Die größte Anzahl an Eingemeindungen fand zum Jahreswechsel 1971/72 statt. Zum Teil gegen großen Widerstand der Bevölkerung wurden 37 Ortschaften in das Stadtgebiet aufgenommen. Darunter befanden sich die damals eigenständigen Gemeinden Gerersdorf, Pottenbrunn, Ratzersdorf und St. Georgen am Steinfelde. 1982 wurden neun Katastralgemeinden wieder ausgemeindet und die Gemeinde Gerersdorf neu errichtet.
Der größte Stadtteil nach Fläche ist Pottenbrunn, nach Einwohnern und Bevölkerungsdichte Zentrum Nord. Der kleinste Stadtteil nach Fläche ist Eisberg, nach Einwohnern und Bevölkerungsdichte St. Pölten West. Die nach Einwohnerzahlen und Bevölkerungsdichte kleinste Katastralgemeinde ist Reitzersdorf, nach der Fläche Wetzersdorf.

## Legende
- Name: Name des Stadtteils fett hervorgehoben, darunter die Katastralgemeinden, die vollständig oder teilweise zum Stadtteil gehören.[3] Abweichende Schreibweisen der Ortschaftsnamen sind mit A markiert.
- EW: Gesamteinwohnerzahl des Stadtteils fett hervorgehoben, darunter die Einwohnerzahlen der Ortschaften jeweils mit Stand 31. Dezember 2015.[4]
- Fl.: Gesamtfläche des Stadtteils in Quadratkilometern (km²) fett hervorgehoben, darunter Flächen der Katastralgemeinden[4]
- BD: Gesamtbevölkerungsdichte des Stadtteils in Einwohner pro Quadratkilometern (1/km²) fett hervorgehoben, darunter Bevölkerungsdichten der Ortschaften
- Eingem.: Jahr der Eingemeindung. Die Spalte wird nach der Eingemeindung der bevölkerungsreichsten Ortschaft, die fett hervorgehoben ist, sortiert.[5]
- Lage: Karte der Lage des Stadtteils im Stadtgebiet
- PLZ: Postleitzahlen des Stadtteils. Die häufigste Postleitzahl steht an erster Stelle.[6]
- Bemerkung: Zusätzliche Informationen zum Stadtteil
- Bild: Ein Bild aus dem Stadtteil

## Übersicht
| Eisberg St. Pölten (teilweise) | 1.686 22.180                                                 | 2,47 11,79                                                                      | 683 1.881                                               | 3100           | Neuer Stadtteil beim Stadtwald, in der Nähe von der Innenstadt. |                         |  |  |
| Harland Altmannsdorf (teilweise) Harland (teilweise) Ochsenburg (teilweise) Spratzern (teilweise) Windpassing (teilweise) | 2.124 110 1.655 328 6.801 54                                 | 4,39 1,33 2,01 3,04 6,94 1,41                                                   | 484 83 823 108 980 38                                   | 3104 3100      | Ehemaliger Industrieort im Südosten der Stadt. Nach der Schließung der Harlander Coats vorwiegend Wohnbezirk. Die Katastralgemeinden sind zusammengewachsen. | Amtshaus Harland        |  |  |
| Innenstadt St. Pölten (teilweise) | 5.493 22.180                                                 | 1,91 11,79                                                                      | 2.876 1.881                                             | 3100           | Kernbezirk. Hier befinden sich die historische Altstadt mit Behörden, Museen und dem Sitz des Bischofs von St. Pölten sowie das Landhausviertel als Sitz der niederösterreichischen Landesregierung. | Rathaus                 |  |  |
| Pottenbrunn Pengersdorf Pottenbrunn Wasserburg (teilweise) Zwerndorf | 2.883 44 2.522 73 59                                         | 17,07 2,45 8,28 6,21 1,00                                                       | 169 18 305 12 59                                        | 3140 3100      | Der flächenmäßig größte Stadtteil, bis 1971 eigenständige Gemeinde im Norden der Stadt. Markanteste Gebäude sind das Schloss Pottenbrunn und das Schloss Wasserburg. Während Pengersdorf, Wasserburg und Zwerndorf eigenständige Dörfer sind, ist Pottenbrunn nur durch die S 33 von Ratzersdorf getrennt. | Pfarrkirche Pottenbrunn |  |  |
| Radlberg Oberradlberg Unterradlberg Wasserburg (teilweise) | 1.418 493 836 73                                             | 6,14 2,13 3,15 6,21                                                             | 231 265 12                                              | 3105           | Ehemals bäuerlich geprägter Stadtteil im Nordwesten der Stadt. Großes Industriegebiet an der S 33 mit einem Werk der Egger-Gruppe, wo neben Holzprodukten auch „Radlberger“ Getränke und „Egger-Bier“ erzeugt werden. Radlberg ist durch einen Berg und die Traisen vom Rest der Stadt getrennt. | Kirche Radlberg         |  |  |
| Ratzersdorf Ratzersdorf an der Traisen Oberzwischenbrunn Unterzwischenbrunn | 1.873 1.626 67 34                                            | 9,99 5,58 2,06 2,46                                                             | 187 291 33 14                                           | 3100           | Ehemals bäuerlich geprägter Stadtteil im Nordosten der Stadt. Heute, unter anderem durch gezielte Förderung der Stadt, beliebter Wohnstadtteil. Im Bereich der Anschlussstelle St. Pölten-Nord der S 33 umfangreiches Gewerbegebiet. Ratzersdorf ist im Norden mit Pottenbrunn und im Süden mit Wagram de facto zusammengewachsen. | Kirche Ratzersdorf      |  |  |
| Spratzern Harland (teilweise) Hart (teilweise) Spratzern (teilweise) Völtendorf (teilweise) Wolfenberg (teilweise) | 3.558 1.655 1.354 6.801 143 16                               | 7,16 2,01 3,12 6,94 2,00 0,74                                                   | 497 823 434 980 72 22                                   | 3106 3385 3100 | Der Stadtteil im Südwesten beherbergt neben großen Wohnsiedlungen einige der größten Betriebe der Stadt, vor allem durch die gute Anbindung an die quer durch den Stadtteil verlaufende A1. Spratzern ist mit St. Pölten verwachsen. | Kirche Spratzern        |  |  |
| St. Georgen am Steinfelde Altmannsdorf (teilweise) Dörfl bei Ochsenburg Eggendorf Ganzendorf Hart (teilweise) Kreisberg Mühlgang Ochsenburg (teilweise) Reitzersdorf St. Georgen am Steinfelde Steinfeld Wetzersdorf Windpassing (teilweise) Wolfenberg (teilweise) Wörth | 3.475 110 17 1.226 78 1.354 22 544 328 3 402 112 12 54 16 50 | 15,6 1,33 0,68 1,02 0,78 3,12 0,91 0,96 3,04 0,91 0,67 1,72 0,55 1,41 0,74 1,04 | 223 83 25 1.241 100 434 24 567 108 3 600 65 22 38 22 48 | 3151 3100      | Bis 1971 eigenständige Gemeinde im Süden der Stadt. Hier befinden sich neben Wohnsiedlungen die Werke Wörth, einer der größten Weichenproduzenten des Landes. Viele der Katastralgemeinden sind Weiler mit oft nur wenigen Häusern, die Ortschaften Eggendorf, Hart, Mühlgang, St. Georgen und Wörth sind zu einem gemeinsamen Siedlungsgebiet mit Spratzern verwachsen. Der Großteil des ehemaligen Stadtteils Ochsenburg gehört auch zu St. Georgen. | St. Georgen             |  |  |
| Stattersdorf Oberwagram (teilweise) Stattersdorf | 2.071 4.151 1.915                                            | 5,12 3,46 4,92                                                                  | 404 1.200 389                                           | 3100 3104      | Mit der Papierfabrik Salzer und einer Außenstelle der Harlander Coats ehemaliges Industriedorf im Osten der Stadt. Heute vor allem Wohnort. Stattersdorf ist im Norden mit Wagram verwachsen und von St. Pölten und Spratzern nur durch die Traisen getrennt. | Kapelle                 |  |  |
| St. Pölten West Hafing Matzersdorf Nadelbach Pummersdorf Schwadorf Spratzern (teilweise) St. Pölten (teilweise) Teufelhof (teilweise) Völtendorf (teilweise) Waitzendorf Witzendorf                                                                                       | 933 33 26 72 104 28 6.801 22.180 519 143 342 66              | 16,31 1,53 1,15 1,64 3,23 1,11 6,94 11,79 0,84 2,00 3,43 1,72                   | 57 22 23 44 32 25 980 1.881 618 72 100 38               | 3100           | Der flächenmäßig zweitgrößte, aber bevölkerungsmäßig kleinste Stadtteil St. Pöltens ist ländlich geprägt und besteht aus einzelnen Dörfern. Hier befinden sich mehrere Naherholungsgebiete und Wanderwege. |                         |  |  |
| Viehofen Ragelsdorf St. Pölten (teilweise) Viehofen (teilweise) Weitern | 3.152 821 22.180 4.845 222                                   | 7,79 3,70 11,79 2,58 1,84                                                       | 405 222 1.881 1.878 121                                 | 3107 3100      | Ehemaliges Industriedorf im Nordwesten der Stadt. Neben Wohnbezirken beherbergt es ein Gewerbegebiet mit dem Traisenpark im Zentrum und mit den Viehofner Seen ein wichtiges Naherholungsgebiet der Stadt. Ragelsdorf und Weitern sind eigenständige Dörfer, Viehofen ist mit St. Pölten verschmolzen. | Schloss Viehofen        |  |  |
| Wagram Oberwagram (teilweise) Unterwagram | 7.145 4.151 2.355                                            | 5,75 3,46 2,43                                                                  | 1.243 1.200 969                                         | 3108 3100      | Beliebter Wohnstadtteil im Osten der Stadt. Hier befindet sich das größte Kino der Stadt und die Niederösterreichische Landessportschule. Ober- und Unterwagram sind nur durch die Traisen vom Stadtgebiet entfernt. | Kirche Wagram           |  |  |
| Zentrum Nord St. Pölten (teilweise) Viehofen (teilweise) | 12.899 22.180 4.845                                          | 3,87 11,79 2,58                                                                 | 3.333 1.881 1.878                                       | 3107 3100      | Nördlicher Teil vom alten Stadtteil St. Pölten. Im Stadtteil sind das Universitätsklinikum St. Pölten, die HTBLuVA St. Pölten und die Fachhochschule St. Pölten, sowie die Grätzl Glanzstadt, auf dem Gelände der ehemaligen Glanzstofffabrik, beheimatet. |                         |  |  |
| Zentrum Süd Spratzern (teilweise) St. Pölten (teilweise) Teufelhof (teilweise) | 12.696 6.801 22.180 519                                      | 4,94 6,94 11,79 0,84                                                            | 2.570 980 1.881 618                                     | 3107 3100      | Im neu definierten, vom Gewerbe geprägten Stadtteil befinden sich unter anderem die New Design University, das Freibad City Splash, das WIFI St. Pölten und der Alpenbahnhof. |                         |  |  |
| Stadt St. Pölten | 56.360                                                       | 108,44                                                                          | 520                                                     |                | |                         |  |  |